# Chiesa di Santa Maria di Costantinopoli (Cerreto Sannita)
La chiesa di Santa Maria di Costantinopoli è un'architettura religiosa sita nel centro storico di Cerreto Sannita, poco distante dalla cattedrale.
Viene chiamata anche "chiesa della Congregazione" perché in essa ha sede la Congrega della purità della Beata Vergine o della Madonna di Costantinopoli, che per secoli è stata la confraternita laica più ricca della cittadina. Essa infatti possedeva il Monte di Pietà e gestiva una consistente parte della produzione e del commercio dei panni lana cerretesi.

## Storia

### La chiesa nella vecchia Cerreto
L'edificazione della chiesa è strettamente legata alla nascita, nel 1616, della confraternita della Purità della Beata Maria Vergine o della Madonna di Costantinopoli, voluta dal frate cappuccino Ruffino da Napoli che nello stesso periodo fondò a San Lorenzello, allora frazione di Cerreto Sannita, la chiesa della Congregazione della Sanità.
La costituzione della confraternita venne approvata il 2 settembre 1617 dal vescovo Sigismondo Gambacorta ed il 21 ottobre dello stesso anno da papa Paolo V. Nel frattempo i confratelli provvidero a proprie spese a costruire la chiesa che trovava posto presso la cinta muraria di Cerreto antica e che nel 1618 fu trovata quasi del tutto completata dal vescovo.
Il tempio, di modeste dimensioni, era ornato da belle pitture e da pregevoli suppellettili ed aveva un solo altare sino al 1666, quando furono citati per la prima volta gli altari laterali della Passione di Cristo e di San Francesco.

### L'attuale chiesa

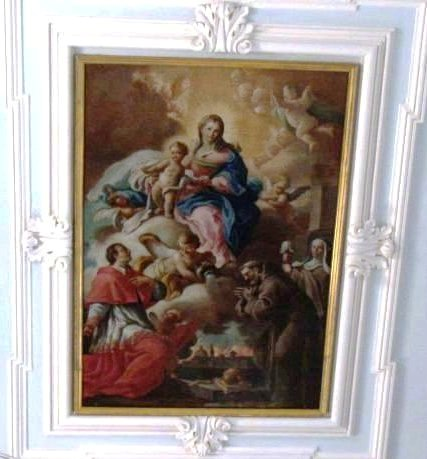
Particolare della volta della navata con un dipinto di Francesco Palumbo (1781) raffigurante la Madonna fra Santi.

Il terremoto del 5 giugno 1688, che distrusse Cerreto antica, provocò ingenti danni alla chiesa anche se i confratelli sopravvissuti riuscirono a portare in salvo i dipinti e le suppellettili. 
Grazie al prospero patrimonio finanziario della confraternita, si poterono facilmente cominciare i lavori di edificazione del tempio nel nuovo tessuto urbanistico di Cerreto Sannita voluto dal conte Marzio Carafa e da suo fratello Marino Carafa all'indomani del sisma. Già nel 1696 il cantiere era a buon punto e solo due anni dopo furono innalzati tutti e tre gli altari, il maggiore ed i due della crociera.
Nei primi decenni del XVIII secolo furono eseguiti diversi lavori di abbellimento: vennero eseguiti gli stucchi (1714), i sedili lignei per i confratelli e gli altari. Gli stucchi, realizzati da Giovanni e Camillo Gennarelli, furono rifatti nel 1725 da Giacomo Caldarisi e furono ulteriormente arricchiti nella metà del Settecento.
Nel 1752 venne portata a termine la facciata che era stata progettata anni prima dal regio ingegnere Bartolomeo Tritta.
Nel 1863 e nel 1905 furono eseguiti dei lavori di restauro. In particolare si rifece la pavimentazione, si affrescò la cupola, si costruì una nicchia per la statua della Madonna sull'altare maggiore, si innalzò il campanile e si rinforzarono le fondamenta che avevano subìto dei danni a causa dell'apertura della strada provinciale che ancora oggi costeggia la chiesa.
Nel 1929 fu rifusa la campana più piccola mentre nel 1931 venne installata la luce elettrica.

### La confraternita
La confraternita della Purità della Beata Maria Vergine o della Madonna di Costantinopoli, voluta dal frate cappuccino Ruffino da Napoli nel 1616, è stata per secoli la più ricca confraternita laica di Cerreto Sannita. La sua ricchezza derivava principalmente dalla "masseria armentizia", un gregge di pecore (erano ben 6000 nel 1724) che fruttava annualmente ingenti somme. Altri rilevanti introiti provenivano dagli interessi e dalle operazioni finanziarie effettuate nel Monte di Pietà e dai canoni di locazione di case e terreni.
La confraternita, aperta sia ad uomini che a donne, era amministrata da un Reggente o Priore coadiuvato da tre assistenti che venivano eletti ogni sei mesi a scrutinio segreto. Vi erano altri funzionari tra i quali il maestro dei novizi che aveva il compito di seguire i nuovi confratelli, i quali solo dopo otto mesi dalla loro ammissione acquisivano il diritto di parola. I confratelli avevano l'obbligo di partecipare alle processioni, di ascoltare le prediche, di recitare le preghiere quotidianamente e di confessarsi periodicamente; era loro vietato di partecipare a balli e feste mascherate e di detenere libri proibiti.

## Descrizione

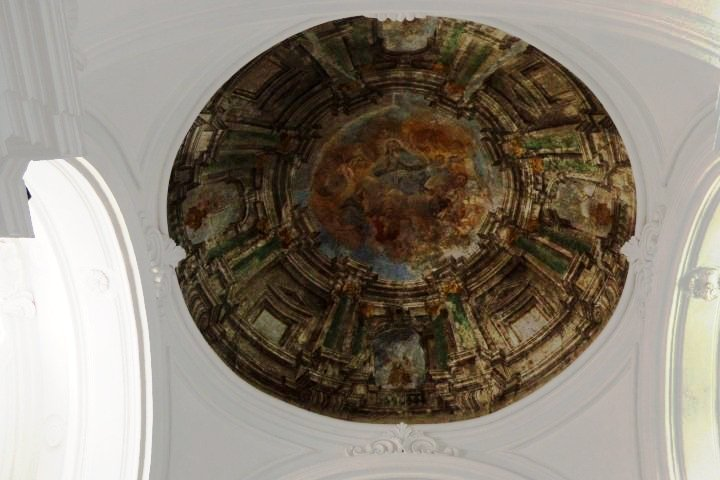
Particolare della cupola con degli affreschi del pittore cerretese Domenico Biondi (1905).

La facciata, semplice ma elegante, presenta un portale in pietra proveniente dalla vecchia chiesa distrutta dal terremoto del 5 giugno 1688. 
Il portale è sovrastato da un rilievo in stucco raffigurante un angelo che versa acqua su Costantinopoli in fiamme. Lo stesso episodio è riprodotto nella tela incastonata sotto il soffitto della navata centrale, opera di Francesco Palumbo (1781).
Alle pareti della navata sono siti i sedili lignei dove sedevano i confratelli e, su di essi, degli stucchi che incorniciavano delle tele ovali raffiguranti scene di vita della Madonna, trafugate negli anni 1980.
Sull'altare maggiore troneggia la statua della Madonna, realizzata dallo scultore cerretese Silvestro Jacobelli nel 1758. La tradizione vuole che il paese raffigurato in fiamme ai piedi della Vergine sia Cerreto antica.
Sull'altare a destra è sito un dipinto di ignoto raffigurante la passione di Cristo (1676), salvatosi al sisma del 1688, mentre sull'altare a sinistra vi è una Natività realizzata dal cerretese Basilio De Luca nel 1698.